# Залізнична лінія Львів — Стрий — Чоп
Залізни́ця Льві́в – Стрий – Чоп — магістральна залізниця України. Пролягає від Львова через Стрий, до українського прикордонного міста Чоп на кордоні Словаччини, України та Угорщини, де з'єднується зі станціями Чєрна-над-Тисою та Захонь. Експлуатацію одноколійного маршруту (з широкою колією — 1520 мм) здійснює Українська залізниця, зокрема Львівська залізниця.

## Історія
Маршрут було створено як важливий зв’язок між Угорським королівством та австрійською короною Галичиною, концесія для консорціуму під керівництвом польського князя Калікста Понінського на Лемберзьку залізницю через Стрий і Сколе до угорського кордону на Бескидах, щоб з’єднати лінію до Мукачева, яка мала бути там запроваджена, а також відгалуження від Стрия через Болехів, Долину та Калуш до Станіслава для з’єднання з лінією Львів-Чернівці (сьогодні Стрий-Івано-Франківськ). Цю лінію відкрито 22 жовтня 1871 року. 17 лютого 1872 року, як Залізниця Ерцгерцога Альбрехта. Акціонерна корпорація взяла на себе будівництво та експлуатацію ліцензованих маршрутів. Будівництво 73,5-кілометрової залізничної лінії від Лльвова до Стрия просувалося швидко завдяки географічно простому розташуванню і було завершено 16 жовтня 1873 року. Однак подальше будівництво до Бескидів та Угорщини спочатку не продовжувалося через те, що заплановані лінії з Угорщини не були побудовані, а з галицького боку не було грошей на подальше будівництво.
5 квітня 1887 року було завершено будівництво лінії Стрий-Бескид (79,3 кілометра) з продовженням до Мукачева під управлінням Цісарсько-Королівської Австрійської Державної Залізниці. На кордоні між Галичиною та Угорщиною збудовано Бескидський тунель для подолання Карпатського хребта. Весь маршрут тоді був стандартною колією. У 1891 році залізниця Ерцхерцога Альбрехта остаточно перейшла під контроль Австрійських державних залізниць.
З угорської сторони залізничні лінії були побудовані під керівництвом приватної Угорської Північно-Східної залізниці (Magyar Északkeleti Vasút/MÉKV), лінії було відкрито 4 грудня 1872 року. У 1890 році приватну залізничну компанію було остаточно націоналізовано.
Після закінчення Першої світової війни основна частина залізниці опинилася під владою Польщі (траса Львів-Бескид) і тепер експлуатувалася PKP, колишня угорська частина опинилася під владою Чехословаччини і експлуатувалася ČSD . Маршрути мали такі номери: 
- 277: Кошице – Ясіня – Станіславів (ділянка Чоп – Батю)
- 281: Батьово – Воловець – Львів

У зв’язку з окупацією південної частини Карпатської України Угорщиною в результаті Першого Віденського арбітражу, лінію від Кольчино до польського кордону було відокремлено від решти мережі маршрутів і більше вона не могла обслуговуватися. Після окупації Карпатської України Угорські залізниці взяли на себе роботу на колишніх чехословацьких лініях. 
Через окупацію Галичини Радянським Союзом невдовзі після початку Другої світової війни в 1939 році польська частина шляху також перейшла у володіння Радянських залізниць. Вони негайно почали змінювати колію окремих маршрутів, але це було скасовано після нападу Німеччини на Радянський Союз у 1941 році, і маршрути були підпорядковані Східній залізниці. Маршрут Львів–Стрий–Лавочне отримав номер 534f.
Закінчення Другої світової війни принесло з собою приєднання Галичини та Карпатської України до Радянського Союзу, прикордонний контроль у Карпатах було скасовано, а під керівництвом Радянських залізниць усі залізниці стандартної колії були перетворені на ширококолійна, і відтоді залізниця стала ширококолійною.
Однак, щоб не порушувати перевезення вантажів зі Словаччини до Румунії, маршрут між Чопом і Батьово (і далі через Королево до Халмеу в Румунії) спроектовано з чотирма рейками (широка колія та стандартна колія).
1956 року електрифіковано ділянку Мукачево-Лавочне. 1962 року електрифіковано ділянку Мукачево-Чоп. 1967 року електрифіковано ділянку Львів-Стрий-Лавочне.
З 2 листопада 2021 року «Укрзалізниця» у співпраці з Угорською державною залізницею (MAV) відновила курсування пасажирського поїзда № 33/34 сполученням Мукачево — Будапешт через станції Чоп та Загонь.
11 грудня 2022 року здійснив перший рейс поїзд міжнародного сполучення від початку повномасштабного російського вторгнення в Україну зі словацького міста Кошиці  до Мукачево. На маршруті руху поїзд зупиняється у Чєрні-над-Тисою та на станції Чоп — новоствореному залізничному габі Закарпаття з рейсами до/з Києва, Запоріжжя, Дніпра, Харкова, Полтави, Вінниці, Хмельницького, Тернополя, Львова, Ужгорода тощо. Проїзні документи на поїзд оформлюються у касі № 2 вокзалу станції Мукачево (вартість квитка залежить від курсу швейцарського франка, який є базовим для міжнародних залізничних розрахунків). На борту поїзда оплата можлива лише в євро. Посадка/висадка пасажирів на цей поїзд здійснюється від платформи Мукачево-Західна. Рейси виконуються щоденно словацькими дизель-поїздами чеського виробництва, які розраховані на 78 місць та 3 веломісця.